# 北京市通州区农业农村局
39°53′26″N 116°40′32″E / 39.89046°N 116.67568°E
北京市通州区农业农村局是北京市通州区人民政府的一个部门。

## 领导
2021年2月，本机构的领导为：
- 王德松：中共北京市通州区委农工委书记、区农业农村局局长。工作分工：主持区委农工委、区农业农村局全面工作
- 倪寿文：中共北京市通州区委农工委委员、区农业农村局副局长。工作分工：负责推进全系统依法行政综合工作，负责全区农业行政执法体系建设、农业行政审批制度改革工作和农业综合执法工作
- 张春良：中共北京市通州区委农工委委员、区农业农村局副局长。工作分工：负责全区畜牧水产等养殖业管理工作，农产品质量安全监督管理工作，水生野生动物的保护管理和开发利用，兽医医政、兽药药政管理工作。指导动物及动物产品检疫和动物卫生、渔政执法监督工作。负责重大动物疫情应急管理工作及区防治重大动植物疫病指挥部办公室日常工作
- 王子江：中共北京市通州区农业农村局副局长。工作分工：负责全区农村集体产权制度改革、农民承包土地改革相关工作，农民负担监督管理日常工作。指导农村集体“三资”管理，协调农村经济发展，指导宅基地管理工作。负责农村经济统计与分析工作
- 王永利：中共北京市通州区委农工委委员、区农业农村局副局长。工作分工：负责全区种植业相关管理工作，全区农业机械化技术推广、农机安全监理和科技项目管理工作。监督指导农业种业管理，指导农业技术推广服务体系建设。指导种子、农药、化肥、农机执法监督。协调“菜篮子”工程建设工作。负责重大植物疫情应急管理工作
- 杨跃方：中共北京市通州区委农工委委员、区农业农村局副局长。工作分工：负责全区“三农”工作规划、计划研究拟定工作。提出扶持全区农业农村发展的财政政策和项目建议及农业投资规模、方向的建议并监督实施，负责财政支农资金计划的研究制定工作，指导农村金融工作，协调推进农业政策性农业保险工作。负责现代农业基本建设和重大项目的管理工作，协调指导全区乡村产业发展工作。负责全区农田建设管理。指导全区涉农生态环境治理与保护等相关工作
- 刘瑞芳：中共北京市通州区委农工委委员、区农业农村局副局长。工作分工：负责本区美丽乡村建设工作，指导农村地区基础设施长效管护工作，协调推进城市管理、城乡建设和城乡一体化建设，组织协调改善农村人居环境工作，参与编制、修订村镇建设规划，负责农村新能源建设工作。负责全区农村社会事业发展建设工作，协调农民增收和低收入农户帮扶工作

## 机构设置
2021年2月，本机构下设：
- 通州区农业局农产品安全管理科
- 通州区农业局政工科
- 通州区农业局防疫管理科
- 通州区农业局水产养殖管理科
- 通州区农业局办公室
- 通州区农业局畜牧养殖管理科
- 通州区农业局种植业管理科
- 通州区农业局科技科
- 通州区农业局法制科